# 埃爾喬里略 (巴拿馬區)
埃爾喬里略（西班牙語：El Chorrillo），是巴拿馬的城鎮，位於該國中東部，由巴拿馬省的巴拿馬區負責管轄，面積0.4平方公里，2010年人口18,302，人口密度每平方公里47,755人。